# Амбайнис, Ян Янович
Ян Янович Амбайнис (латыш. Jānis Ambainis; род. 21 января 1931 года) — советский и латвийский хозяйственный и государственный деятель. Директор производственного объединения «Химволокно», Даугавпилс. Депутат Верховного Совета Латвийской ССР 11-го созыва, депутат 6-го Сейма Латвии, депутат Даугавпилсской городской Думы (1994—1997).

## Биография
Родился в 1931 году в крестьянской семье в одном из сельских населённых пунктов современного Мадонского района. С 1948 года работал старшим пионервожатым в Плявиньской средней школе. Потом обучался на химическом факультете Латвийского государственного университета имени П. Стучки, который окончил в 1954 году. Будучи студентом, вступил в 1953 году в КПСС. С 1954 года трудился Сегежском целлюлозно-бумажном комбинате, Карельская АССР. В последующие годы: главный инженер Рижского лакокрасочного завода (1958—1961), главный инженер Даугавпилсского производственного объединения «Химволокно» (1961—1980).
С 1980 по 1994 года — директор производственного объединения «Химволокно», Даугавпилс (с 1994 года — акционерное общество «Dauteks»).
Избирался депутатом Верховного Совета Латвийской ССР 11-го созыва от Даугавпилсского избирательного округа № 109, Даугавпилсского городской Думы от Латгальской демократической партии (1994—1997).
С 1994 по 1997 года — председатель правления АО «Dauteks».
18 января 1996 года снял с себя полномочия депутата 6-го Сейма Латвии.
Сын — латвийский учёный в области компьютерных наук Андрис Амбайнис.
Награды и звания
- Орден Ленина
- Орден «Знак Почёта»
- Орден Трудового Красного Знамени
- Орден «Дружбы народов»
- Заслуженный рационализатор Латвийской ССР.